# 2-ニトロトルエン
2-ニトロトルエン（英語: 2-nitrotoluene）または、o-ニトロトルエン（英語: o-nitrotoluene）は、化学式が CH3C6H4NO2 で表される有機化合物である。淡黄色の液体で、α（-9.27℃）とβ（-3.17℃）と呼ばれる2つの形で結晶化する。主にo-トルイジンの前駆体であり、これは様々な染料の中間体である。

## 合成と反応
トルエンを-10℃以上でニトロ化することにより合成される。この反応により、2-ニトロトルエンと4-ニトロトルエンが2：1の混合物が得られる。
2-ニトロトルエンを塩素化すると、クロロニトロトルエンの2つの異性体ができる。同様に、ニトロ化するとジニトロトルエンの2つの異性体が得られる。
2-ニトロトルエンは主に染料の前駆体であるo-トルイジンの製造に使われる。